# Бальдомир, Карлос Мануэль
Карлос Мануэль Бальдомир (исп. Carlos Manuel Baldomir; 30 апреля 1971, Санта-Фе, Аргентина) — аргентинский боксёр-профессионал, выступавший в 1-й средней весовой категории. Чемпион мира в полусредней (версия WBC, 2006) весовой категории.

## 1993—2005
Дебютировал в 1993 году.
Долгое время выступал в Аргентине, где чередовал поражения с победами.
В ноябре 1999 года вышел на ринг против непобеждённого Джошуа Клотти. Бальдомир уступал по очкам, однако в 11-м раунде Клотти за нарушения был дисквалифицирован.

## 2006-01-07Заб Джуда —Карлос Мануэль Бальдомир
- Место проведения:  Мэдисон Сквер Гарден, Нью-Йорк Сити, Нью-Йорк, США
- Результат: Победа Бальдомира единогласным решением в 12-раундовом бою
- Статус: Чемпионский бой за титул WBC в полусреднем весе (2-я защита Джуды)
- Рефери: Артур Мерканте младший
- Счет судей: Гуидо Каваллери (113—115), Мельвина Латан (112—115), Джули Ледерман (113—114) — все в пользу Бальдомира
- Вес: Джуда 66,60 кг; Бальдомир 66,30 кг
- Трансляция: Showtime
- Счёт неофициальных судей: Чак Джонсон (105—103), Грег Леон (105—103), Франклин Макнейл (106—102) — все в пользу Джуды; все оценки после 11-го раунда

В январе 2006 года Карлос Мануэль Бальдомир встретился с абсолютным чемпионом в полусреднем весе Забом Джудой. На кону стоял только титул WBC, так как Бальдомиру не хватило денег на санкционирование боя двумя другими организациями — WBA и IBF. В начале боя Джуда вел, но после середины боя доминировал Бальдомир. По окончании боя единогласным решением судей победителем был объявлен Бальдомир. На картах неофициальных судей телеканала Showtime после 11-го раунда победителем значился Заб Джуда. Тем не менее решение не было скандальным. Бой был признал апсетом года по версии журнала «Ринг». Из-за того что Джуда проиграл Бальдомиру WBA лишила его своего пояса.

## 2006-07-22Карлос Мануэль Бальдомир —Артуро Гатти
- Место проведения:  Боардуолк Холл, Атлантик-Сити, Нью-Джерси, США
- Результат: Победа Бальдомира техническим нокаутом в 9-м раунде в 12-раундовом бою
- Статус: Чемпионский бой за титул WBC в полусреднем весе (1-я защита Бальдомира)
- Рефери: Уэйн Хеджпет
- Время: 2:50
- Вес: Бальдомир 66,70 кг; Гатти 66,70 кг
- Трансляция: HBO
- Счёт неофициального судьи: Харольд Ледерман (78-74 Бальдомир)

В июле 2006 года Бальдомир вышел на ринг против популярного боксера-агрессора Артуро Гатти. В середине 9-го раунда Бальдомир прижал в канатам Гатти и начал бомбить ударами. Аргентинец провел успешную серию хуков по челюсти. Последний удар — мощный левый хук — попал прямо в подбородок, и Гатти упал на настил. Канадец встал на счёт 6. Бальдомир тут же провёл повторную атаку в голову. Гатти вновь упал. Рефери, видя обессиленного канадца, не стал открывать счёт и остановил бой.

## 2006-11-04Карлос Мануэль Бальдомир —Флойд Мейвезер
- Место проведения:  Мандалей Бей Ресорт энд Казино, Лас-Вегас, Невада, США
- Результат: Победа Мейвезера единогласным решением в 12-раундовом бою
- Статус: Титул WBC в полусреднем весе (2-я защита Бальдомира); вакантный титул IBO в полусреднем весе (1-я защита Мейвезера)
- Рефери: Джей Нейди
- Счет судей: Чак Джиампа (120—108), Джон Кин (120—108), Пол Смит (118—110) — все в пользу Мейвезера
- Вес: Бальдомир 66,70 кг; Мейвезер 66,20 кг
- Трансляция: HBO PPV
- Счёт неофициального судьи: Харольд Ледерман (119—109 Мейвезер)

В ноябре 2006 года Бальдомир встретился с Флойдом Мейвезером. Мейвезер имел подавляющее преимущество, и победил с разгромным счётом. После этого аргентинец поднялся в 1-й средний вес.

## 2007
В июле 2007 года Бальдомир в элиминаторе уступил Вернону Форресту.